# Romanèche-Thorins
Romanèche-Thorins é uma comuna francesa na região administrativa de Borgonha-Franco-Condado, no departamento Saône-et-Loire. Estende-se por uma área de 9,77 km². Em 2010 a comuna tinha 2 042 habitantes (densidade: 209 hab./km²).